# Paulínia Futebol Clube
Paulínia Futebol Clube é um clube brasileiro de futebol da cidade de Paulínia, no estado de São Paulo. Atualmente, encontra-se funcionando, em 2020 voltaram as atividades depois de cinco anos em inatividades.

## História
O time foi fundado pelo então vereador Francisco Almeida Barros, o Bonavita, que foi seu presidente até o início de 2007. Após anos de dedicação à formação de equipes amadoras em Paulínia e região, Francisco Almeida Bonavita Barros, queria ir além. Seu sonho era o de constituir uma equipe profissional que disputasse o Campeonato Paulista, elevasse o nome da cidade de Paulínia e fosse um exemplo nas questões esportivas, sociais e administrativas. O Paulínia Futebol Clube foi fundado em 10 de junho de 2004 e disputou o primeiro campeonato profissional em 2008. Até então a equipe disputara apenas campeonatos de base.
Em 2010 o clube garantiu uma vaga na Série A3, devido à ascensão do Comercial à Série A2, com a desistência do Votoraty. Entretanto, a vitória sobre o Primavera por 2 a 0 levou o clube à A3 na terceira colocação, sendo a vaga do Comercial repassada à Santacruzense.
Em 2011, na sua primeira participação na Série A3 do estadual, a equipe teve um bom início, vencendo adversários tradicionais como Juventus e Inter de Limeira, entretanto, a equipe caiu de rendimento e acabou sendo rebaixada de volta à Segunda Divisão,
Em 2015, o Paulínia Futebol Clube (PFC) anunciou no final do mês de fevereiro a suspensão de todas as suas atividades. O time, que já havia disputado a Copa São Paulo de Futebol Junior em janeiro, se preparava para encarar a segunda divisão do Campeonato Paulista, mas pediu licença de todas as competições da Federação Paulista de Futebol.
O presidente de honra e idealizador do PFC, Francisco Almeida Bonavita Barros, disse que os motivos foram nítidos e exclusivamente políticos. De acordo com ele, a diretoria do Clube preferiu evitar problemas com o Prefeitura por falta de apoio. Mesmo sem receber verbas públicas, o Paulínia FC depende da Prefeitura de Paulínia para usar o estádio Luiz Perissinotto, onde manda seus jogos e as dependências da praça esportiva do Jardim Itapuã.

## Conquistas
- Copa São Paulo Sub-17: 2008
- Campeonato Paulista Sub-20 - Segunda Divisão: 2010
- Torneio de futebol da 4ª Região Esportiva dos Jogos Regionais: 2011
- Copa Ouro Sub-17: 2013

Campanhas de destaque
- Campeonato Paulista de Futebol - Segunda Divisão: 3º lugar em 2010
- Campeonato Paulista Sub-17: Vice-campeão em 2009
- Copa Paulista do Interior Sub-17: Vice-campeão em 2011
- Campeonato Paulista Sub-20 - Primeira Divisão: 3° lugar em 2011

## Estatísticas

### Participações
| Aumento | Promovido à divisão superior  |
| Baixa   | Rebaixado à divisão inferior  |
| Inativo | Licenciamento no ano seguinte |

| Competição | Competição                   | Temporadas | Melhor campanha     | Anos             | A | R |
| São Paulo  | Campeonato Paulista Série A3 | 1          | 17º colocado (2011) | 2011             | – | 1 |
| São Paulo  | Segunda Divisão              | 5          | 3º colocado (2010)  | 2007-2010 e 2014 | 1 | – |

### Últimas dez temporadas
Legenda:
| Campeão Vice-campeão Eliminado nas semifinais | Campeão e promovido à divisão superior Vice-campeão e/ou promovido à divisão superior Rebaixado à divisão inferior | Classificado à fase de grupos da Copa Libertadores Classificado à fase preliminar da Copa Libertadores Classificado à Copa Sul-Americana Campeão do Campeonato do Interior |

## Estádio Municipal Luís Perissinotto

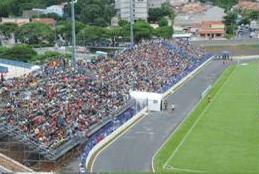

O Estádio Municipal Luís Perissinotto foi inaugurado em 4 de agosto de 2000, remodelado em 2007 e ampliado em 2010. A capacidade do estádio é de 10 070. O campo possui grama natural e é de propriedade da Prefeitura Municipal de Paulínia. Campo do Centro é o apelido do estádio, pois antes da construção das arquibancadas era um campo de futebol utilizado para atividades desportivas diversas, e se localiza próximo ao centro de Paulínia.[carece de fontes?]

## Rivalidades e clássicos
O Paulínia possui quatro grandes rivais: Sumaré, SEV Hortolândia, Capivariano e Primavera.[carece de fontes?] Além desses, o clube mantém rivalidade com Inter de Limeira, Guaçuano e Ponte Preta.[carece de fontes?]

### Últimos confrontos em clássicos
Paulínia FC x Sumaré
| 1 de agosto de 2010 10h00' | Paulínia FC                                             | 3 x 1     | Sumaré          | Estádio Municipal Luís Perissinotto, Paulínia, SP                         |
|                            | Cassinho 33' (1T) · Jailton 35' (1T) · Gabriel 13' (2T) | Relatório | Glauco 32' (1T) | Público: 170 pagantes Renda: R$ 993,18 Árbitro: Roberto Carlos de Andrade |

Paulínia FC x SEV
| 20 de junho de 2010 10h00' | SEV-Hortolândia | 0 x 2     | Paulínia FC                                | Estádio Vereador José Pereira, Sumaré, SP                         |
|                            |                 | Relatório | Diego Faustino 11' (2T) · Jailton 29' (2T) | Público: 330 pagantes Renda: R$ 2250,00 Árbitro: Douglas Marcucci |

Paulínia FC x Guaçuano
| 22 de setembro de 2010 20h00' | Guaçuano | 0 x 2     | Paulínia FC                         | Estádio Municipal Alexandre Augusto Camacho, Mogi Guaçu, SP                       |
|                               |          | Relatório | Jailton 33' (1T) · Gabriel 43' (1T) | Público: 800 pagantes Renda: R$ 5000,00 Árbitro: Antonio Rogério Batista do Prado |

Paulínia FC x Inter de Limeira
| 13 de março de 2011 20h30' | Inter de Limeira                        | 2 x 0 | Paulínia FC | Estádio Major José Levy Sobrinho, Limeira, SP |
|                            | Renatinho 31' (2T) · Willian 44' (2T) · |       |             | Árbitro: Luciano Alves de Lima                |

## Diretoria
Presidente
- Fabio Ricardo Brusco

Vice-presidente
- Milton Bertoni

Departamento de Futebol
- Francisco de Almeida Bonavita  Barros

Departamento de Marketing
- Marcos Bortoloti

Departamento Financeiro
- Vlademir Stefani[11]